# 키윅스

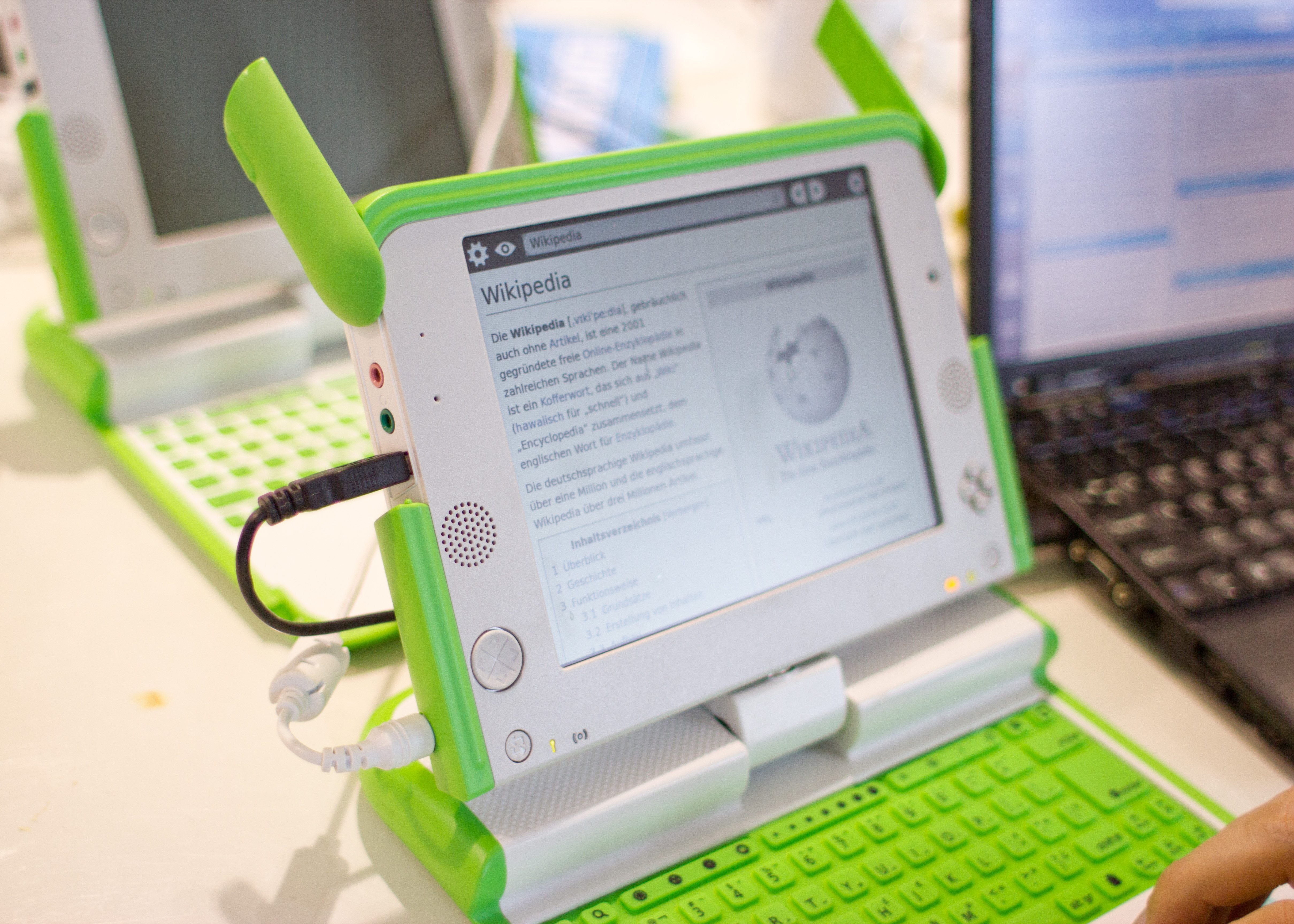
OLPC에서 작동 중인 키윅스

키윅스(Kiwix)는 위키백과를 오프라인에서 보여줄수 있게 해주는 무료 프로그램이다.
키윅스는 모질라 프레임워크를 사용하며 80개 이상의 언어를 지원한다.